# 劓刑
劓是中國古代的一種刑罰，屬五刑內肉刑的一種，被處劓刑的受刑人被割去鼻子。漢文帝時，將應受劓刑的罪改為笞刑，在隋以後，刑典中即不再有劓這種刑罰。

## 受刑人士
- 魏美人，楚懷王的一位寵妃。
- 秦國公子虔
- 拜占庭皇帝赫拉克洛纳斯、查士丁尼二世